# زنان در کتاب مقدس
زنان در کتاب مقدس پیروز و قربانی هستند، زنانی که روند وقایع تاریخی را تغییر می‌دهند و زنانی که حتی در سرنوشت خود نیز تأثیر ندارند. اکثر این زنان گمنام هستند و زنان نامدار تنها ۵٫۵ تا ۸ درصد از کل شخصیت‌های نام برده در کتاب مقدس را تشکیل می‌دهند. زنان به‌طور کلی در کتاب مقدس پیشتاز زندگی عمومی نیستند و زنانی که از آنها نام برده می‌شوند معمولاً به دلایلی خارج از عرف برجسته هستند. به عنوان مثال، آنها اغلب در واژگونی ساختارهای قدرت انسانی در یک دستگاه ادبی متداول کتاب مقدس به نام «معکوس» نقش دارند. یاعیل و استر (شخصیت) و ابیگیل که هنگام خواب او میخ چادر را به معبد فرمانده دشمن سوق دادند، چند نمونه از زنانی هستند که میزها را با قدرت به مردان می‌چرخاندند. سه شه‌پدر و برخی پیامبران، قاضیان، قهرمانان و ملکه‌ها با نام ذکر شده‌اند، در حالی که زن عادی عمدتاً کاملاً نام برده نشده‌است. داستان هاجر و غلام روایت می‌شود و داستان راحاب فاحشه نیز در میان چند داستان دیگر روایت می‌شود.
جوامع خاور نزدیک به‌طور سنتی به عنوان مردسالار، و کتاب مقدس به عنوان یک سند مردسالار، توسط مردان از دوران پدرسالاری نوشته شده‌است. این مفهوم با بورس تحصیلی قرن بیست و یکم به چالش کشیده شده‌است. کارول ال. مایرز می‌گوید: «تسلط مردان واقعی بود؛ اما چندگانه بود، نه سلطه‌جویانه.»
قوانین زناشویی در کتاب مقدس، مانند قوانین ارث، مردان را مورد پسند قرار می‌داد و زنان تحت قوانین سختگیرانه رفتارهای جنسی با زنا زندگی می‌کردند که مجازات آن سنگسار بود. یک زن در دوران باستان کتاب مقدس همیشه مشمول قوانین سخت پاکی، اعم از آیینی و اخلاقی بود. با این حال، زنانی مانند دبوره، زن شونمیتی و هولاده نبوی، در داستان‌های خود از محدودیت‌های اجتماعی فراتر می‌روند.
در عهد جدید به تعدادی از زنان در حلقهٔ داخلی عیسی اشاره شده‌است و دانشمندان معمولاً او را با احترام با زنان می‌دانند. در عهد جدید زنان در اوایل کلیسا نیز از مقام‌های رهبری نام برده شده‌است. در کلیسای معاصر مسیحی در مورد زنان اختلاف وجود دارد. به عنوان مثال، پولس رسول از جونیا به عنوان «برجسته در میان حواریون» یاد می‌کند و در مورد زن و رسول بودن جونیا اختلاف نظر وجود دارد. نقش مریم مجدلیه به عنوان رهبر نیز مورد اختلاف است. جنسیت در این موضوعات نقش مهمی ایفا کرده‌است که کلیسای مدرن مسیحی نقش زنان را تحت تأثیر قرار داده و همچنان تحت تأثیر قرار می‌دهد. این دیدگاه‌های متغیر دربارهٔ زنان در کتاب مقدس در هنر و فرهنگ منعکس شده‌است.